# Ochotona argentata
A Pika-prateada (Ochotona argentata) é um mamífero lagomorfo da família Ochotonidae endêmico da China, onde é encontrado em uma pequena região das montanhas Helan. Está listada como "Em Perigo" na Lista Vermelha de Espécies Ameaçadas da IUCN em 2016.

## Descrição
Como outros pikas, possui em pelo longo e macio marrom-acinzentado. É parente de coelhos e lebres, mas, ao contrário desses animais, os membros têm quase o mesmo comprimento. As orelhas são pequenas e arredondadas e os pés são cobertos de pelos. Ela cresce até um comprimento de cerca de 22 cm.

## Distribuição geográfica e habitat
É conhecida apenas nas montanhas Helan na Região Autônoma da Mongólia Interior da China, que se encontram entre o deserto semi-árido de Ordos e o Vale do Rio Amarelo a leste e o deserto de Badain Jaran a oeste. As áreas de planalto são cobertas por florestas de coníferas abetos (Picea asperata) com uma camada inferior de bétulas (Betula spp.) e álamos (Populus spp.). Nas encostas abertas mais expostas, as espécies de arbustos incluem a Rosa xanthina, Caragana spp., o olmo Ulmus glaucescens, a betulácea Ostryopsis davidiana, a Xanthoceras sorbifolia e a conífera Juniperus rigida. O Pika-prateada ocupa afloramentos rochosos entre as árvores e arbustos e foi encontrado até 20 metros de profundidade em entradas de minas desativadas.

## Comportamento
Vive entre rochas e pedras e faz seu lar nas fendas entre as pedras. É um herbívoro e alimenta-se de erva e outra vegetação que acumula nas áreas de pastagem adjacentes à pedra. Não hiberna e, para ajudar no inverno, quando a comida é escassa, constrói uma espécie de palheiro de grama seca e folhagem durante o verão e os armazena no subsolo.

## Estado de conservação
Os indivíduos desta espécie encontram-se apenas em um local de alta altitude de 3 quilômetros quadrados em uma única cordilheira na China. O tamanho da sua população é desconhecido, mas é provável que esteja diminuindo como resultado das atividades de extração de madeira dentro de sua área nativa, resultando na perda de habitat. Não tolera altas temperaturas e qualquer aquecimento do clima pode ter impactos negativos sobre as espécies. Por essas razões, a IUCN em sua Lista Vermelha de Espécies Ameaçadas lista este animal como "Em Perigo".